# Kay Tinbäck
Kay Birgitta Kristina Tinbäck, född 26 maj 1956 i Oscars församling, Stockholm, är en svensk skådespelare och scenograf. 
Tinbäck engagerades vid Stockholms stadsteaters fasta ensemble 1990. Hon arbetar även som dockmakare på Långa Näsan. 

## Filmografi roller
- 1987 – Birgitta svit